# Peter Harboe Castberg

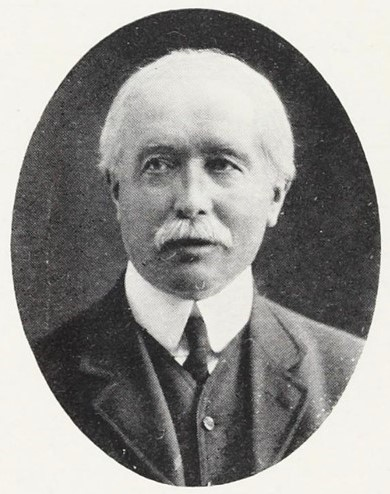
Peter Harboe Castberg (1844–1926), um 1912

Peter Harboe Castberg (* 2. Oktober 1844 in Larvik; † 18. November 1926 in London) war ein norwegischer Bankdirektor und Sachbuchautor. Unter seiner langjährigen Leitung wurde die Christiania Bank & Kreditkasse zu einer der führenden Geschäftsbanken Norwegens. Als Schriftsteller behandelte er sicherheitspolitische und ökonomische Themen. Er ist ein Angehöriger des seit dem 17. Jahrhundert nachgewiesenen prominenten Geschlechts der Castberg, Enkel des (nahezu gleichnamigen) Peter Hersleb Harboe Castberg und Neffe von Johan Christian Tandberg Castberg und Christopher Castberg.

## Familie
Peter Harboe Castberg war der Sohn des Distriktslege (Amtsarzt) im Vestre Robygdelag, Tycho Fredrik Edvard Castberg (1818–1847) und der Sophie Petronelle Hofgaard (1820–1900). Als der Vater, noch keine dreißig Jahre alt, an Typhus starb, zog die junge Witwe mit ihren beiden kleinen Söhnen nach Christiania (Oslo). Peters jüngerer Bruder Oscar Castberg (1846–1917) wurde später Bildhauer und Landschaftsmaler. Die Familie wohnte in Hægdehougen im Stadtteil Vestre Aker.

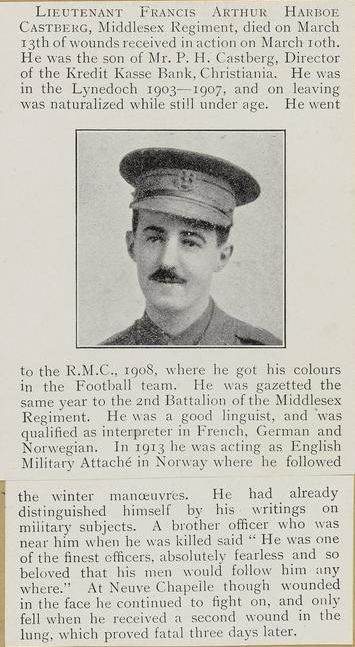
Francis Arthur Harboe Castberg, gefallen 1915

Am 11. November 1886 heiratete Peter Harboe Castberg in London Nina Benham (* 26. April 1864 in London), die Tochter des Reeders Henry Benham und der Louise Afialo. Das Ehepaar wohnte mit seinen beiden Kindern Francis Arthur Harboe (1889–1915) und Winifred Louise (1891–1961) in guten Adressen in Kristiania Kjøpstad (1891: Prindsen gade 26b; 1900: Incognitogaden 2; 1910: Munkedamsveien 100).
Auch die Kinder knüpften Beziehungen zur Heimat ihrer Mutter: Winifred heiratete den englischen Kapitän A. W. H. Backer. Francis Arthur Harboe Castberg besuchte das renommierte Wellington College in Berkshire (Lynedoch House), erwarb noch als Minderjähriger die Britische Staatsbürgerschaft und wurde am Sandhurst War College ausgebildet. Er nahm als Hauptmann der britischen Armee im Middlesex Regiment an der Schlacht von Neuve-Chapelle teil; wurde am 10. März 1915 zuerst im Gesicht und dann an der Lunge schwer verwundet und starb drei Tage später im Krankenhaus von Merville. Das Imperial War Museum gedenkt seiner als eines der „Lives of the First World War“.

## Karriere

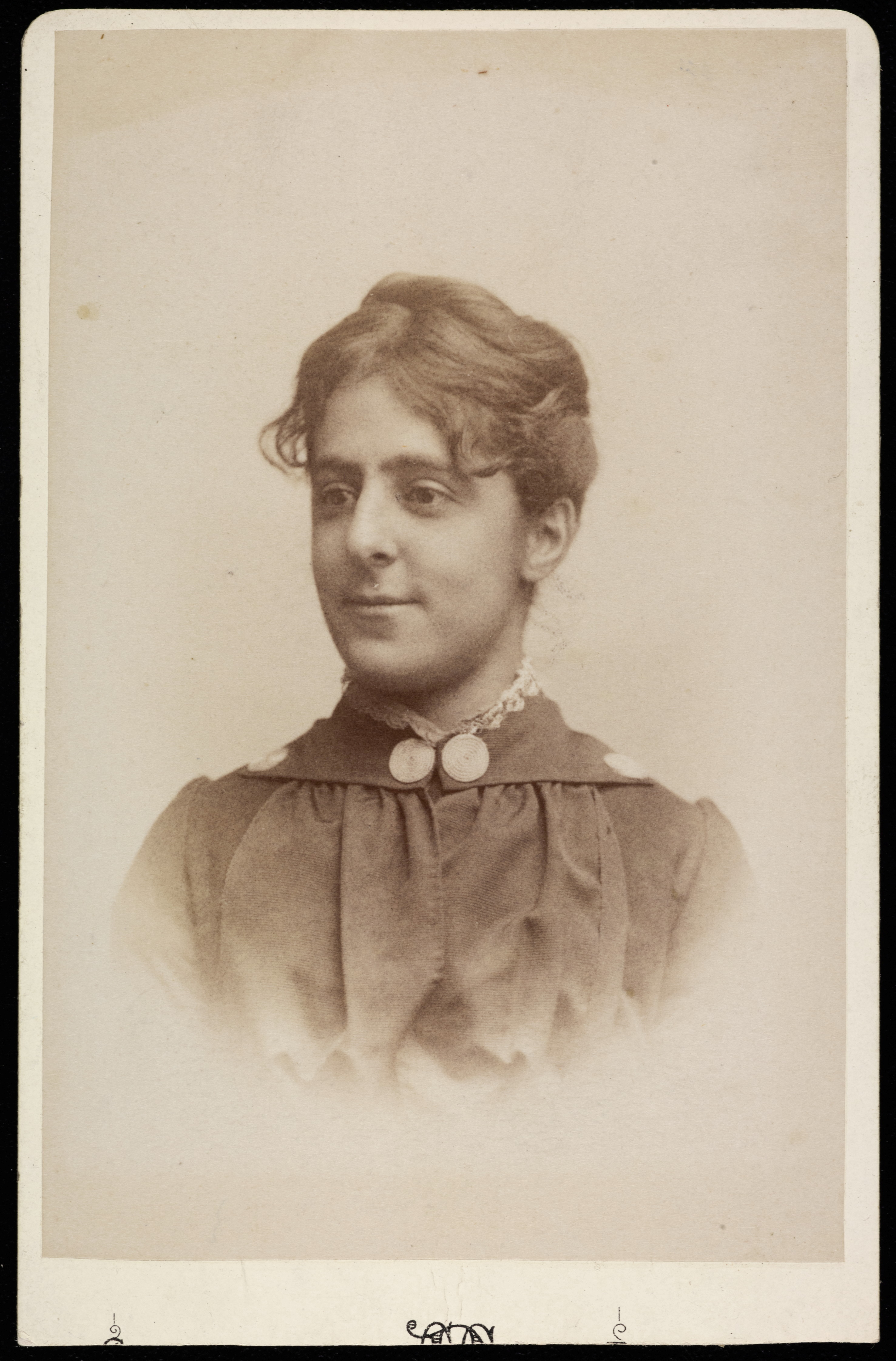
Nina Benham, um 1880, als Braut von Peter Harboe Castberg

Peter Harboe Castberg legte 1862 das Examen artium (Abitur) und im Folgejahr das Examen philosophicum (Universitätsprüfung nach zwei Semestern) ab und begann anschließend ein Jurastudium. 1864 wurde er Leutnant der Reserve. 1865–1867 verdiente er seinen Unterhalt als Stenograf für Storthingstidende und Morgenbladet. Nachdem er sein Studium abgebrochen hatte, begann 1869 seine Bankkarriere durch den Eintritt in das Bankhaus Thos. Joh. Heftye & Søn in Christiania. „Die Arbeit im größten Bankhaus des Landes, wo er bis 1873 beschäftigt war, vermittelte Castberg eine solide Ausbildung im Bankwesen.“ 1873 wurde er Handelsborger (Inhaber einer Handelslizenz). Zusammen mit Joh. Chr. Aug. Michelet betrieb er die Agenturfirma Castberg & Michelet, verließ diese aber 1879, als er zum Geschäftsführer der neu gegründeten Stavanger Privatbank ernannt wurde.
Castberg musste die Bank in schwierigen Zeiten führen. In den 1880er Jahren litt die norwegische Wirtschaft, vor allem im Süden und Südwesten, unter einer schweren Krise, die zahlreiche Insolvenzen verursachte (21 allein in Stavanger während des Winters 1882–1883). Auch mehrere Banken fallierten, allen voran die Arendals Privatbank. „Die Erfahrung der Bankenkrise in den 1880er Jahren hat Castberg als Bankier wahrscheinlich nachhaltig geprägt und ihm den Spitznamen ‚der führende Lichtlöscher der Geschäftswelt‘ eingebracht.“
1884 kehrte Castberg in die Hauptstadt zurück, wo er im Folgejahr Hauptbuchhalter der Christiania Sparebank wurde. 1886 wurde er Generaldirektor (Geschäftsführer) der Christiania Bank & Kreditkasse, eine Stellung, die er 33 Jahre lang innehatte, bis er 1919 den Ruhestand antrat. Er verfolgte eine Strategie der Expansion mit Risikominimierung. „Während des raschen Wachstums der Kreditvergabe der Geschäftsbanken während des Ersten Weltkriegs ließ er die Kreditkasse nicht so schnell wachsen wie die anderen Banken. Diese vorsichtige Strategie führte dazu, dass die Kreditkasse in der Bankenkrise der 1920er Jahre viel besser abschnitt.“
„P. H. Castberg“ trat auch als Autor militärstrategischer Schriften in Erscheinung. Seine Abhandlung Wird die Ofoten-Lulea-Eisenbahn von besonderer Bedeutung für die militärischen Beziehungen der vereinigten Königreiche sein? wurde als Antwort auf eine Preisfrage der Norsk Militært Tidsskrift eingereicht. Die Jury bezeichnete die Arbeit als „die am besten geschriebene und interessanteste“, verlieh ihr aber keinen Preis, da sie „einige Dinge enthielt, die der Ausschuss nicht gutheißen konnte.“. Nichtsdestoweniger wurde die Schrift 1886 in der Zeitschrift veröffentlicht und sie „soll den Anstoß für den Bau starker Befestigungsanlagen im schwedischen Norrland gegeben haben.“
1902 erschien Ältere und neuere Aussagen über Schwedens ständige Verteidigung als Buch im etablierten Aschehoug Verlag, allerdings nur in Kommission. Castbergs letztes Werk, Produktion. Eine Studie. aus dem Jahre 1906, war das erfolgreichste. Das Resümee seiner volkswirtschaftlichen Erfahrungen wurde bereits ein Jahr später in englischer Übersetzung veröffentlicht; beide Ausgaben waren noch 2010 als Reprints erhältlich.

## Veröffentlichungen
(Quelle: )
- Vil Ofoten-Luleaabanen blive av nogen særegen Betydning for de forenede Rigers militære Forhold? (Wird die Ofoten-Lulea-Eisenbahn von besonderer Bedeutung für die militärischen Beziehungen der vereinigten Königreiche sein?) in: Norsk Militært Tidsskrift 1886.
- Ældre og nyere udtalelser vedrørende Sveriges faste forsvar. (Ältere und neuere Aussagen über Schwedens ständige Verteidigung.) In Kommission bei Aschehoug, 1902 (Digibook).
- Production, en studie. (Produktion. Eine Studie.) Gyldendalske boghandel, Nordisk forlag, Kristiania/København 1906 (Digibook).
  - (Reprints:) University of California Libraries[15] bzw. Nabu Press[16].
  - englische Ausgabe: Production. A study in economics. S. Sonnenschein & co, 1907.[14]